# Invisible (Band)
Invisible war eine argentinische Rockband der 1970er Jahre.

## Bandgeschichte
Nachdem sich Pescado Rabioso 1973 aufgelöst hatten, gründete Luis Alberto Spinetta Invisible mit Carlos Rufino und Héctor Lorenzo von Pappo’s Blues. Im Jahr 1974 erschien ihr selbstbetiteltes Debütalbum, das von Blues- und Hard Rock beeinflusst war. Im Jahr darauf folgte Durazno sangrando, das über CBS erschien, nun eher dem Progressive Rock zuzurechnen und ein Konzeptalbum über Richard Wilhelms und Carl Gustav Jungs Rezeption eines daoistischen Meditationsbuchs war. Anschließend stieß Tomás Gubitsch zur Band und ein drittes Album wurde veröffentlicht, auf dem sich Einflüsse aus dem Tango zeigten. Danach löste sich die Band auf, die – ähnlich wie Pescado Rabioso – prägend für den Rock Nacional wurde.

## Diskografie
- 1974: Invisible
- 1975: Durazno sangrando
- 1976: El jardín de los presentes
- 2000: Obras cumbres (Kompilation)